# Kievs vattenkraftverk

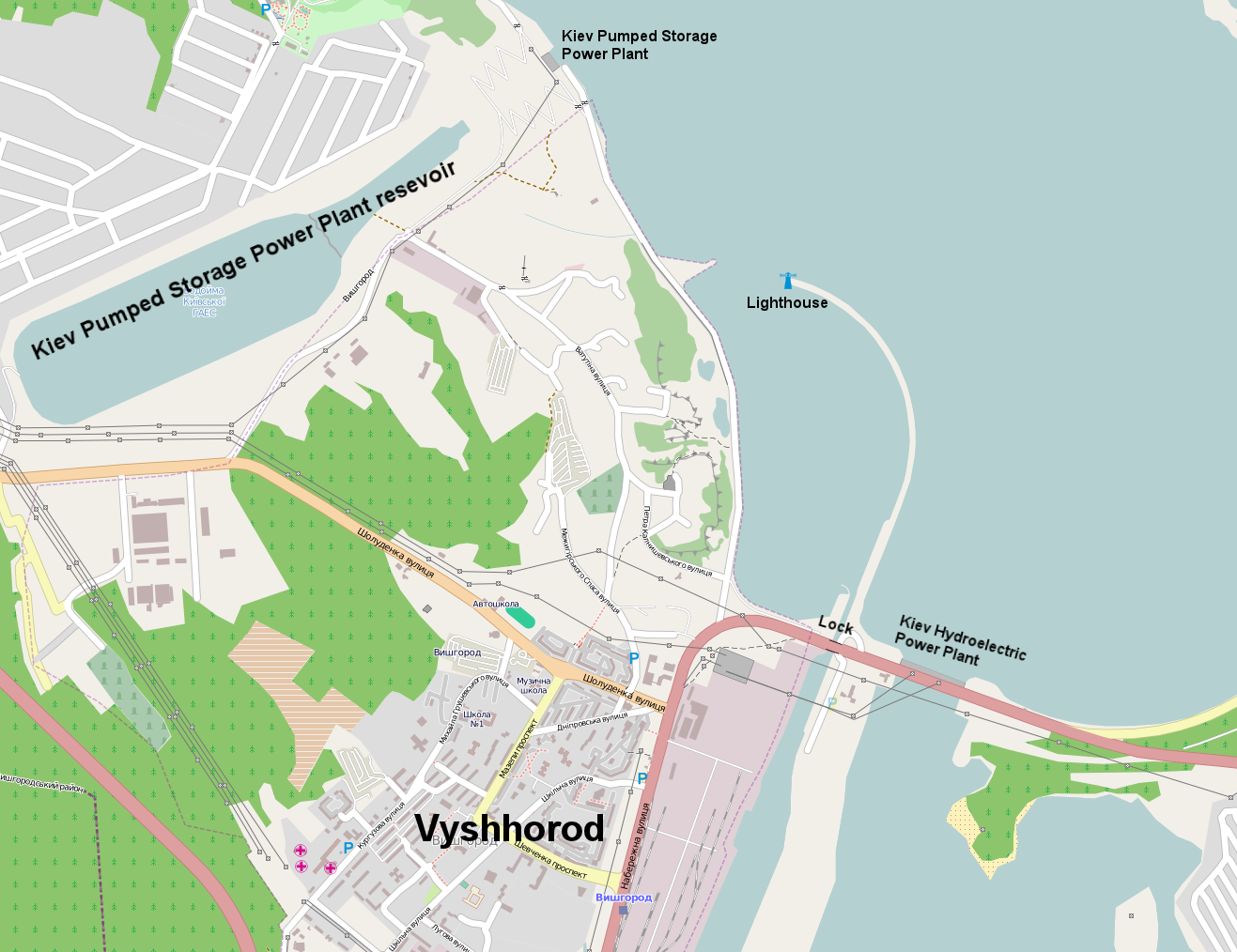
Karta över området.

Kievs vattenkraftverk (ukrainska: Київська ГЕС: Kyjivska HES) är ett vattenkraftverk i Vysjhorod, norr om Kiev i Ukraina som får sitt vatten från Kievsjön och floden Dnepr.
Den första delen av kraftverket, som byggdes mellan 1960 och 1968, har 20 kaplanturbiner med en total effekt på 378 MW.
En sluss vid kraftverket gör det möjligt för fartyg att trafikera Kievsjön.

Det kompletterades 1972 med ett pumpkraftverk med en egen reservoar och 6 francisturbiner med en total effekt på 235 MW.